# 沃皮站
沃皮站是一个京哈铁路上的铁路车站，位于吉林省德惠市沃皮乡，建于1904年，目前为四等站，邮政编码为130304。目前客运：办理旅客乘降；不办理行李、包裹托运；货运：办理整车货物发到。